# Hildegard Behrens
Hildegard Behrens (ur. 9 lutego 1937 w Varel, zm. 18 sierpnia 2009 w Tokio) – niemiecka śpiewaczka, sopran dramatyczny. Znana przede wszystkim jako interpretatorka dzieł Richarda Wagnera (szczególnie role Brunhildy i Izoldy) i Richarda Straussa (rola Elektry oraz Salome).
Należała do najbardziej cenionych śpiewaczek wagnerowskich i w ogóle dramatycznych swojego pokolenia. Behrens była śpiewaczką charyzmatyczną i pełną wyobraźni, dysponującą umiejętnością budowania właściwego dla wykonywanych przez nią ról dramatyzmu. Gra aktorska i muzyka były dla niej czymś nierozdzielnym. W rolach typowo dramatycznych, z których była najbardziej znana – jak Brunhilda, Izolda, Elektra, Salome czy Senta – wyróżniała się zaangażowaniem i intensywnością wyrazu scenicznego, umiejętnością oddania kobiecej wrażliwości i niepohamowanej pasji właściwych tym postaciom. Krytyka i publiczność bywały jednak podzielone w ocenie jej śpiewu, zwłaszcza techniki wokalnej; zbierała tak entuzjastyczne, jak i chłodniejsze recenzje. Głos Behrens był lżejszy niż największych śpiewaczek wagnerowskich poprzednich pokoleń, krytykowano też nadużywanie rejestru piersiowego. Stałe i świadome dążenie do możliwie największej intensywności wyrazu dramatycznego decydowało o sukcesach Behrens, ale też negatywnie odbiło się na jej walorach głosowych, co widoczne było zwłaszcza pod koniec kariery.

## Życiorys
Urodziła się 9 lutego 1937 w Varel w Oldenburgu jako ostatnia z sześciorga rodzeństwa. Jej rodzice pracowali w Varel jako lekarze. Rodzina była bardzo muzykalna, sama Hildegard od dzieciństwa grała na skrzypcach (jej nauczycielem był m.in. Sándor Végh), a także śpiewała. Studiowała prawo na uniwersytecie we Fryburgu Bryzgowijskim; studia zakończyła egzaminem państwowym (Referendarexamen).
Następnie – późno, w wieku 26 lat – rozpoczęła studia wokalistyczne w Hochschule für Musik we Fryburgu Bryzgowijskim pod kierunkiem Ines Leuwen. Debiutowała w 1971 we Fryburgu Bryzgowijskim jako hrabina Almaviva w Weselu Figara (przy czym już wcześniej tego samego roku wystąpiła w roli epizodycznej w Osnabrücku). Odtąd jej kariera rozwijała się szybko. Od 1973 zatrudniona była w Deutsche Oper am Rhein w Düsseldorfie/Duisburgu, od 1974 także we Frankfurcie nad Menem. W Deutsche Oper am Rhein odniosła pierwsze znaczące sukcesy jako Agata (Wolny strzelec, 1976) i Marie (Wozzeck), do jej ról w Düsseldorfie i Frankfurcie należały także Ewa (Śpiewacy norymberscy), Fiordiligi (Così fan tutte) oraz Katia Kabanowa (1974). Z powodzeniem występowała gościnnie w Zurychu (1975), Monachium, wiedeńskiej Staatsoper oraz w Lizbonie.
W 1976 wykonywała w Covent Garden Theatre partię Leonory (Fidelio). Tego samego roku zadebiutowała w Metropolitan Opera jako Giorgetta (Płaszcz). Światową sławę przyniosła jej rola Salome w 1977 na Festiwalu w Salzburgu, pod batutą Herberta von Karajana. W Salzburgu wystąpiła także w 1979 jako Ariadna (Ariadna na Naksos), w 1996 jako Elektra oraz w 2001 jako Kościelnicha (Jenufa). Z Metropolitan Opera związała się na wiele lat, uczestnicząc do 1999 roku w 171 przedstawieniach. Do jej ról w tym teatrze należały, prócz wymienionego debiutu, Elektra (w Idomeneuszu Mozarta, 1983), Marie (Wozzeck, 1985), Tosca (1990), Brunhilda (Pierścień Nibelunga, 1990), Salome, Leonora (Fidelio) oraz Elektra Richarda Straussa (1992). Często występowała także w wiedeńskiej Staatsoper (np. jako Marie w 1987).
Jako Brunhilda debiutowała na Festiwalu w Bayreuth, gdzie przez kilka sezonów z rzędu (1983, 1984, 1985, 1986) wykonywała Pierścień Nibelunga. Rolę tę wykonywała także w wielu innych teatrach (w tym wielokrotnie w Wiedniu, a także w pierwszym wykonaniu Zygfryda w Chile – Santiago, 1996). Do szerzej znanych należy Pierścień Nibelunga z Metropolitan Opera w reżyserii Ottona Schenka (z nagraniem filmowym). Rolę Kundry (Parsifal) włączyła do swojego repertuaru dopiero pod koniec kariery, wykonując ją w wersji koncertowej w 1999 w Kolonii, a następnie (już w wersji inscenizowanej) w Dreźnie w 2000 oraz w Deutsche Oper am Rhein w 2001.
Jako Elektra Richarda Straussa zadebiutowała w 1986 w Paryżu. W 1987 na uroczystości otwarcia nowo wybudowanego gmachu Houston Grand Opera, wykonała końcową scenę z Salome. W 1988 wystąpiła w Monachium jako Emilia Marty w Sprawie Makropulos, w 1989 na festiwalu w Savolinna (Savonlinnan oopperajuhlat) jako Senta (Holender tułacz; Senta także w Metropolitan Opera w 1992). W 1990 ponownie wystąpiła w Covent Garden w roli Salome. Tegoż roku uległa poważnemu wypadkowi, gdy podczas przedstawienia Zmierzchu bogów w Nowym Jorku spadł na nią fragment dekoracji i przez pewien czas nie mogła występować na scenie. W 1992 wystąpiła gościnnie w ateńskim Megaro Musikis w roli Elektry. W 1994 (także już wcześniej w 1992 w Wiedniu) jako Katarzyna w Lady Makbet mceńskiego powiatu. 10 listopada 1996 w Monachium jako Izolda (Tristan i Izolda) na uroczystości ponownego otwarcia niedawno przebudowanego Prinzregententheater.
W 1997 roku wystąpiła jako Salome w Houston, jako Brunhilda w Metropolitan Opera, a także w berlińskiej Deutsche Oper jako Senta. W 1998 jako Salome w Los Angeles, w roli „Kobiety” w monodramie Erwartung Arnolda Schönberga w Monachium, w Amfiteatrze w Trewirze jako Elektra oraz w Teatro Colón jako Brunhilda w Zmierzchu bogów. W 1999 w Metropolitan Opera jako Marie w Wozzecku, a także jako Elektra w Festspielhaus Baden-Baden oraz w Dreźnie. W 2000 odegrała rolę Hanny Glawari w operetce Wesoła wdówka w monachijskim Staatstheater am Gärtnerplatz, a także wystąpiła w Montpellier w Medei Cherubiniego (wersja koncertowa) oraz w La Coruñi jako Leonora (Fidelio, także wersja koncertowa).
W 1998 została laureatką prestiżowej duńskiej Nagrody Fundacji Muzycznej Léonie Sonning. Odznaczona Krzyżem Oficerskim Orderu Zasługi Republiki Federalnej Niemiec oraz Bawarskim Orderem Zasługi.
Była żoną reżysera Setha Schneidtmanna; miała dwoje dzieci: Philippa i Sarę. Zmarła 18 sierpnia 2009 w Tokio z powodu tętniaka aorty.